# ISO 3166-2:NO
Pour un article plus général, voir ISO 3166-2.
ISO 3166-2:NO est l’entrée pour la Norvège dans l’ISO 3166-2, qui fait partie de la norme ISO 3166 publiée par l’Organisation internationale de normalisation (ISO) et qui définit des codes pour les noms des principales administration territoriales (e.g. provinces ou États fédérés) pour tous les pays ayant un code ISO 3166-1.
Elle regroupait les comtés (désignés en français comme « départements » par l’ISO) de NO-01 à NO-20 avec comme particularité de ne pas comporter d’entrée pour NO-13 en tant que comté réduit à la seule commune de Bergen (la municipalité avait alors le numéro 1301), jusqu’à l’entrée de la commune dans le comté de Hordaland en 1972. NO-21 et NO-22 sont attribués aux territoires de Jan Mayen et de Svalbard.
En 2020, le gouvernement norvégien met en place la fusion de comtés faisant passer leur nombre total de 18 à 11 avec l’introduction d’une nouvelle numérotation (la réorganisation a fait l’objet d’une mise à jour le 24 novembre 2020 dans la norme ISO 3166-2). Cependant, trois des comtés formés en janvier 2020 ont été dissous à la suite du vote du parlement norvégien en juin 2022 et les sept anciens comtés qui y avaient été fusionnés ont été rétablis en janvier 2024, portant le nombre total de comtés de 11 à 15 (la mise à jour dans la norme ISO 3166-2 n’a pas encore été publiée en avril 2024 mais devrait survenir dans l'année).

## Comtés (départements) oufylke(no)(nn)
| Code  | Nom français         | Statut      | Nom norvégien (no)(nn), same du Nord (se), same du Sud (sma) ou kvène (fkv)   | Commentaire |
| ----- | -------------------- | ----------- | ----------------------------------------------------------------------------- | --- |
| NO-03 | Oslo                 | comté-ville | (no)(nn) Oslo                                                                 | réduit à la seule commune d’Oslo, capitale de la Norvège                                                                                    |
| NO-11 | Rogaland             | comté       | (no)(nn) Rogaland                                                             | |
| NO-15 | Møre-et-Romsdal      | comté       | (no)(nn) Møre og Romsdal                                                      | |
| NO-18 | Nordland             | comté       | (no)(nn) Nordland                                                             | le comté administre également le territoire de Jan Mayen                                                                                    |
| NO-21 | Svalbard             | territoire  | (no)(nn) Svalbard                                                             | territoire dépendant (voir aussi ISO 3166-2:SJ)                                                                                             |
| NO-22 | Jan Mayen            | territoire  | (no)(nn) Jan Mayen                                                            | territoire dépendant, administré par le comté de Nordland (voir aussi ISO 3166-2:SJ)                                                        |
| NO-30 | Viken                | comté       | (no)(nn) Viken                                                                | issu de la fusion en janvier 2020 (dissoute en janvier 2024) des anciens comtés d’Østfold, d’Akershus et de Buskerud (qui ont été rétablis) |
| NO-34 | Innlandet            | comté       | (no)(nn) Innlandet                                                            | issu de la fusion en janvier 2020 des anciens comtés de Hedmark et d’Oppland                                                                |
| NO-38 | Vestfold-et-Telemark | comté       | (no)(nn) Vestfold og Telemark                                                 | issu de la fusion en janvier 2020 (dissoute en janvier 2024) des anciens comtés de Vestfold et de Telemark (qui ont été rétablis)           |
| NO-42 | Agder                | comté       | (no)(nn) Agder                                                                | issu de la fusion en janvier 2020 des anciens comtés d’Agder-Est et d’Agder-Ouest                                                           |
| NO-46 | Vestland             | comté       | (no)(nn) Vestland                                                             | issu de la fusion en janvier 2020 des anciens comtés de Hordaland, de Sogn-et-Fjordane et de Bergen                                         |
| NO-50 | Trøndelag            | comté       | (no)(nn) Trøndelag (sma) Trööndelage                                          | ce code remplace depuis le 9 avril 2019 un premier code défini en novembre 2018                                                             |
| NO-54 | Troms-et-Finnmark    | comté       | (no)(nn) Troms og Finnmark (se) Romsa ja Finnmárku (fkv)Tromssan ja Finmarkun | issu de la fusion en janvier 2020 (dissoute en janvier 2024) des anciens comtés de Troms et de Finnmark (qui ont été rétablis)              |

## Anciens codes
| Code  | Nom français     | Statut      | Nom norvégien (no)(nn), same du Nord (se), same du Sud (sma) ou kvène (fkv) | Commentaire |
| ----- | ---------------- | ----------- | --------------------------------------------------------------------------- | --- |
| NO-01 | Østfold          | comté       | (no)(nn) Østfold                                                            | supprimé en janvier 2020 (fusionné dans le comté de Viken), mais rétabli en janvier 2024 |
| NO-02 | Akershus         | comté       | (no)(nn) Akershus                                                           | supprimé en janvier 2020 (fusionné dans le comté de Viken), mais rétabli en janvier 2024 |
| NO-04 | Hedmark          | comté       | (no)(nn) Hedmark                                                            | supprimé en janvier 2020 (fusionné dans le comté d’Innlandet) |
| NO-05 | Oppland          | comté       | (no)(nn) Oppland                                                            | supprimé en janvier 2020 (fusionné dans le comté d’Innlandet) |
| NO-06 | Buskerud         | comté       | (no)(nn) Buskerud                                                           | supprimé en janvier 2020 (fusionné dans le comté de Viken), mais rétabli en janvier 2024 |
| NO-07 | Vestfold         | comté       | (no)(nn) Vestfold                                                           | supprimé en janvier 2020 (fusionné dans le comté de Vestfold-et-Telemark), mais rétabli en janvier 2024 |
| NO-08 | Telemark         | comté       | (no)(nn) Telemark                                                           | supprimé en janvier 2020 (fusionné dans le comté de Vestfold-et-Telemark), mais rétabli en janvier 2024 |
| NO-09 | Agder-Est        | comté       | (no)(nn) Aust-Agder                                                         | supprimé en janvier 2020 (fusionné dans le comté d’Agder) |
| NO-10 | Agder-Ouest      | comté       | (no)(nn) Vest-Agder                                                         | supprimé en janvier 2020 (fusionné dans le comté d’Agder) |
| NO-12 | Hordaland        | comté       | (no)(nn) Hordaland                                                          | supprimé en janvier 2020 (fusionné dans le comté de Vestland) |
| NO-13 | Bergen           | comté-ville | (no)(nn) Bergen                                                             | réduit à la seule commune de Bergen, le comté n’ayant pas eu de code publié dans l'ISO 3166-2 ; la commune a été intégrée en 1972 dans le comté de Hordaland, supprimé en janvier 2020 (fusionné dans le comté de Vestland) |
| NO-14 | Sogn-et-Fjordane | comté       | (no)(nn) Sogn og Fjordane                                                   | supprimé en janvier 2020 (fusionné dans le comté de Vestland) |
| NO-16 | Trøndelag-Sud    | comté       | (no)(nn) Sør-Trøndelag                                                      | supprimé en novembre 2018 (fusionné dans le comté de Trøndelag) |
| NO-17 | Trøndelag-Nord   | comté       | (no)(nn) Nord-Trøndelag                                                     | supprimé en novembre 2018 (fusionné dans le comté de Trøndelag) |
| NO-19 | Troms            | comté       | (no)(nn) Troms (se) Romsa (fkv) Tromssan                                    | supprimé en janvier 2020 (fusionné dans le comté de Troms-et-Finnmark), mais rétabli en janvier 2024 |
| NO-20 | Finnmark         | comté       | (no)(nn) Finnmark (se) Finnmárku (fkv) Finmarkun                            | supprimé en janvier 2020 (fusionné dans le comté de Troms-et-Finnmark), mais rétabli en janvier 2024 |
| NO-23 | Trøndelag        | comté       | (no)(nn) Trøndelag (sma) Trööndelage                                        | issu de la fusion en novembre 2018 des anciens comté de Trøndelag-Nord et de Trøndelag-Sud ; code obsolète, remplacé le 9 avril 2019                                                                                        |

## Historique
- 13 décembre 2011 : remise en ordre alphabétique (basé sur les noms en norvégien bokmål ou nynorsk).
- 26 novembre 2018 : suppression des départements NO-16 et NO-17, fusionnés pour ajouter le département NO-23 ; mise à jour de la liste source.
- 9 avril 2019 : remplacement du code de département NO-23 par NO-50.
- 24 novembre 2020 : suppression des 13 départements NO-01, NO-02, NO-04, NO-05, NO-06, NO-07, NO-08, NO-09, NO-10, NO-12, NO-14, NO-19 et NO-20, fusionnés pour ajouter 6 départements NO-30, NO-34, NO-38, NO-42, NO-46 et NO-54.

## Autres codets pour les territoires et dépendances
Deux codets de premier niveau (défini dans ISO 3166-1) sont également associés à des territoires qui dépendent de la Norvège :
- BV pour le territoire de l’Île Bouvet situé dans l’océan Atlantique sud ;
- SJ pour les deux territoires de Svalbard et Jan Mayen situés en région arctique, bien que désignés séparément par NO-21 et NO-22.

Deux territoires revendiqués par la Norvège en région antarctique (au sud du 60e parallèle sud), l’Île Pierre Ier et la Terre de la Reine-Maud, n’ont pas de codets définis dans ISO 3166-2:NO, mais sont intégrés dans le code ISO 3166-2:AQ (voir aussi ISO 3166-1#Annexe A : liste des territoires couverts par les territoires ou pays codés dans l'ISO_3166-1).